# Nikolai Hartmann
Nikolai Hartmann (* 1972) ist ein deutscher Filmeditor.

## Leben
Hartmann legte sein Abitur im Jahr 1991 ab und arbeitete zunächst als Videothekar. Zwischen 1993 und 1997 begann er ein Studium der Pharmazie, ehe er sich 1999 dem Filmschnitt widmete.
Hartmann, der in Hamburg lebt, ist verheiratet und hat zwei Kinder.

## Filmografie (Auswahl)
- 2007: Underdogs
- 2008: Die Helden aus der Nachbarschaft
- 2009: Tatort: Häuserkampf
- 2016: Der Hafenpastor und das Blaue vom Himmel
- 2019: Auf einmal war es Liebe
- 2019: Polizeiruf 110: Kindeswohl
- 2023: Legend of Wacken
- 2023: Das Fest der Liebe
- 2024: Alle nicht ganz dicht (Fernsehfilm)
- 2024: Hallo Spencer – Der Film